# Макс Хэдрум
Макс Хэдрум (англ. Max Headroom) — британский вымышленный персонаж с искусственным интеллектом (ИИ), известный своим остроумием, заиканием и изменённым голосом. Был представлен в начале 1985 года. Персонаж был создан Джорджем Стоуном, Аннабель Янкель и Рокки Мортоном. Макс был спортретирован Мэттом Фрюуэром и был назван «первым телеведущим, сгенерированным компьютером», хотя на самом деле компьютерная внешность была достигнута с помощью загримированного актёра под резким освещением перед синим экраном.

## Медиа
Макс Хэдрум впервые появился в британском телефильме в жанре киберпанк «Макс Хэдрум: на 20 минут в будущее», который транслировался 4 апреля 1985 года.
Макс стал знаменитостью: помимо своего собственного телесериала, снимался в роли камео в эпизодах в других сериалах, появлялся в книгах, участвовал в рекламных кампаниях. В 1986 году он снялся в клипе «Paranoimia» группы Art of Noise. Песня достигла успеха и вошла в топ-40 хит-парадов Billboard Hot 100.
В 1987 году в Чикаго на телеканалах WGN-TV и WTTW произошло вторжение в эфир с участием одноимённого персонажа. Взломы получили название «Инцидент Макса Хэдрума».
Существует множество оммажей и пародий на данного персонажа. В фильме «Назад в будущее» в стиле Макса Хэдрума выполнены «говорящие головы» в кафе «80-е». Также Эминем в клипе на песню «Rap God» предстаёт в том числе в образе Макса Хэдрума. Gigi D'Agostino в клипе «Another Way» предстает в образе похожем на Хэдрума.